# Šeki
Šeki so naselje v Slovenski Istri, ki upravno spada pod Mestno občino Koper.